# Jefferson Duque
Jefferson Andrés Duque Montoya (sinh ngày 17 tháng 5 năm 1987) là một cầu thủ bóng đá người Colombia thi đấu cho câu lạc bộ México Morelia theo dạng cho mượn từ Atlas, ở vị trí tiền đạo.

## Danh hiệu

### Câu lạc bộ
Atlético Nacional
- Categoría Primera A (4): 2013-I, 2013-II, 2014-I, 2015-II
- Cúp bóng đá Colombia (2): 2012, 2013
- Superliga Colombiana (1): 2012

### Cá nhân
- Categoría Primera A topscorer (1):
  - 2015-II (15 bàn)
- Categoría Primera B topscorer (2):
  - 2011 (11 bàn)
  - 2012 (20 bàn)